# Wapen van Maaseik

Het wapen van Maaseik (sinds 1981).

Het wapen van Maaseik is het heraldisch wapen van de Limburgse gemeente Maaseik. Het eerste wapen werd op 21 december 1819 door de Hoge Raad van Adel toegekend en vervolgens op 12 december 1846 in licht gewijzigde versie herbevestigd. Een nieuw wapen werd op 22 mei 1909 bij Koninklijk Besluit aan Maaseik toegekend. Een aangepast versie van dit wapen werd ten slotte op 22 januari 1981 bij ministerieel besluit toegekend aan de fusiegemeente Maaseik.

## Geschiedenis

Oude wapen van Maaseik.
Oude wapen van Neeroeteren.
Oude wapen van Opoeteren.

Na de fusie van de gemeentes Maaseik, Neeroeteren en Opoeteren in 1977 werd er voor gekozen om de wapens van de twee eerste deelgemeentes te combineren tot een nieuw wapen voor de fusiegemeente Maaseik (het nieuwe wapen geleek bovendien ook op het oude wapen van Opoeteren). Het wapen van Maaseik is sinds 1909 gebaseerd op een zegel van de stad uit 1581, dat een samenvoeging was van twee zegels van oudere datum namelijk uit 1438 en 1534. Dit zegel toonde een gedeeld schild, met in de eerste helft het wapen van het graafschap Loon, waartoe de stad historisch toe behoorde, en in de tweede helft een eikenboom als sprekend wapen met drie verkorte kruisjes in een en twee opstelling over het geheel, met rondom het opschrift "NO SY OPPIDI EYCKENSIS SUP MOSAM". Het oude wapen van Nederoeteren was daarentegen gebaseerd op het zegel van de oude schepenbank van deze gemeente, die sinds 1365 met toestemming van de abdis van Thorn, Margaretha II van Heinsberg, haar wapen als haar zegel mocht gebruiken. Daar Margaretha langs moederszijde afstamde van de graven van Loon-Chiny, bestond haar wapen uit de dwarsbalken van goud en keel van Loon beladen met de vis van het graafschap Chiny.
Voor 1909 voerde Maaseik echter een zuiver sprekend wapen: in azuur een eikel van goud, getopt met een gouden kroon. Het wapen werd in de Rijkskleuren (ook wel kleuren van Nassau genoemd) toegekend, daar er bij de aanvraag geen kleuren waren gespecificeerd. In 1846 werden dit wapen herbevestigd door koning Leopold I van België, waarbij de kroon werd gewijzigd in een gravenkroon (vermoedelijk verwijzend naar het feit dat Maaseik behoorde tot het historische graafschap Loon).

## Blazoenering

Het eerste en tweede wapen, nog in Nassause kleuren

De blazoenering van het eerste wapen luidde:
Van lazuur beladen met een eikel van goud, het schild gedekt met gouden kroon.— Besluit van de Hoge Raad van Adel van 21 december 1819.
De blazoenering van het tweede wapen luidde:
In azuur een gebladerde eikel van goud, [getopt met een gravenkroon.]— Koninklijk Besluit van 12 december 1846.
De blazoenering van het derde wapen luidde:
Gedeeld 1. gedwarsbalkt van goud en van keel van tien stukken, 2. in zilver een eikeboom in natuurlijke kleur op een grond van sinopel en in het schildhoofd vergezeld van drie verkorte kruisjes van keel.— Ministerieel besluit van 22 mei 1909.
De huidige blazoenering luidt:
Gedeeld 1. gedwarsbalkt van tien stukken van goud en van keel, beladen met een omgewende vis van sabel, paalsgewijze geplaatst 2. in zilver een eik van sinopel op een grasgrond, in het schildhoofd vergezeld van drie verkorte kruisjes van keel.— Ministerieel besluit van 22 januari 1981.

## Vergelijkbare wapens

Het wapen van Loon en alle afgeleide wapens daarvan.
Het wapen van Hamont.
Het wapen van Beringen (Loonse stad).
Het wapen van Bilzen (Loonse stad).
Het wapen van Borgloon (Loonse stad).
Het wapen van Bree (Loonse stad).
Het wapen van Dilsen-Stokkem (Stokkem = Loonse stad).
Het wapen van Genk.
Het wapen van Hamont-Achel (Loonse stad).
Het wapen van Hasselt (Loonse stad).
Het wapen van Herk-de-Stad (Loonse stad).
Het wapen van Kinrooi.
Het wapen van Nieuwerkerken.
Het wapen van Peer (Loonse stad).
Het wapen van Zutendaal.